# David Esrig

David Esrig 2005

David Esrig (* 23. September 1935 in Haifa) ist ein rumänischer Regisseur.

## Leben
Er studierte Regie an der Bukarester Theater- und Filmuniversität "I.L. Caragiale" und schloss 1958 mit dem Diplom ab. Nach der Promotion im Jahre 1968 und der Habilitation im Jahre 1970 erfolgte die Promotion zum Dr. phil. habil. im Jahre 1978.
David Esrig arbeitete lange Jahre erfolgreich und avancierte zum bekanntesten rumänischen Theaterregisseur seiner Zeit. Er schuf auch heute noch legendäre Inszenierungen, wie Rameaus Neffe oder Troilus und Cressida am Teatrul de Comedie in Bukarest. Von 1959 bis 1961 war er Leiter des Studios für Schauspielkunst am Jüdischen Staatstheater Bukarest und arbeitete von 1961 bis 1968 unter der Intendanz von Radu Beligan am Teatrul de Comedie als Regisseur u. a. von "Der Entenkopf" von Ciprian, "Der Schatten" von Jewgeni Schwarz und "Herr Caragiales Prozeß" von Stefanescu. In den sechziger Jahren unternahm er zahlreiche Gastspiele nach Moskau, Leningrad, Berlin (Ost), Weimar, Chemnitz, Dresden, Bonn und ans "Théâtre des Nations" in Paris. Dort erhielt er auch den Preis der französischen Kritik für die beste ausländische Inszenierung (ex-aequo mit Zeffirellis "Romeo und Julia").
1973 verließ er aufgrund der immer rigideren Diktatur Ceaușescus Rumänien, nachdem ihm zwei Inszenierungen, Warten auf Godot und Der Der Sturm von William Shakespeare verboten worden waren.
Er floh nach Frankreich und experimentierte dort am Théâtre national de Chaillot in Paris mit Jahrmarktstheater. Später siedelte er nach Deutschland über. Er erhielt 1975 die deutsche Staatsbürgerschaft. Er war Schauspieldirektor am Nationaltheater Bukarest, am Stadttheater Bern (1979–1980) und am Stadttheater Essen (1981–1984). In den achtziger Jahren arbeitete Esrig als freier Regisseur in München und hatte von 1976 bis 1979 einen Lehrauftrag an der Münchner Theater-Universität. Er gründete dort auch den Verein „Athanor e. V.“ zur Förderung der Kunst des Theaters, welcher eine Art Fortbildungskurs für Schauspieler darstellte. Im Jahr 1990 drehte er den Film Die rumänische Passion (Bayerischer Rundfunk), welcher ein Jahr nach der Revolution in Rumänien die Ereignisse des Umsturzes näher beleuchtete.
Seit 2007 ist Esrig auch Koordinator der Privaten Theaterschulen des UNESCO-ITI-Chair-Programms.
1995 rief Esrig die Athanor Akademie für Darstellende Kunst in Burghausen ins Leben, eine Akademie für Schauspiel und Regie in den Fächern Theater und Film, die ihren Sitz im Jahr 2014 nach Passau verlegte.

## Inszenierungen (Auswahl)
- Troilus und Cressida von William Shakespeare 1965, 1972 und 1979
- Rameaus Neffe von Diderot (1968)
- Der Schatten von Jewgeni Schwarz
- Die Späße des Scapin von Molière (1978)
- Nachtasyl von Maxim Gorki (1980)
- Vier kleine Mädchen von Pablo Picasso (1982)
- Der Golem (1992)
- Romeo und Julia von William Shakespeare (1998)
- Warten auf Godot von Samuel Beckett (2006)
- Mein müder Vater von  Gellu Naum (2009)

## Publikationen
- Tabarin (1974)
- Commedia dell'arte – Eine Bildgeschichte der Kunst des Spektakels, Nördlingen, Delphi verlegt bei Franz Greno, 1985.

## Preise
- Preis des Théâtre des Nations 1965
- Preis des BITEF-Festivals Belgrad 1967 für Troilus und Cressida (zusammen mit Jerzy Grotowski und Otomar Krejča)
- Preis für die Erneuerungen alter Theatertraditionen (BITEF-Festival Belgrad 1973)

## Auszeichnungen
- Ehrenprofessor der Theater- und Filmuniversität Bukarest (1991)
- Ehrenpräsident des III. Europäischen Treffens der Schauspielschulen in Bukarest (1995)
- Nationaler Kulturpreis Rumäniens (2003)
- Nationaler Verdienstorden für die Verdienste um die Förderung der Demokratie und der rumänischen Kultur in der Welt (2004)
- Ehrendoktor der Universität Bukarest (2005)
- Ehrenbürger der Stadt Bukarest (2006)
- Ehrendoktor der Universität für Musik, Theater und Bildende Künste, Chișinău, Republik Moldau (2012)